# Alexander Hore-Ruthven, I conte di Gowrie
Alexander Gore Arkwright Hore-Ruthven, I conte di Gowrie (Windsor, 6 luglio 1872 – Shipton Moyne, 2 maggio 1955), è stato un generale e politico britannico.
È stato governatore generale dell'Australia dal 23 gennaio 1936 al 30 gennaio 1945. In servizio per 9 anni e 7 giorni, egli è ancora oggi il Governatore Generale per più tempo in servizio nella storia australiana. Prima della sua nomina in Australia, egli si distinse come valente ufficiale dell'esercito britannico dove ottenne la prestigiosissima Victoria Cross, la più alta onorificenza al valore che possa essere concessa alle forze britanniche del Commonwealth.

## Biografia

### I primi anni
Alexander Hore-Ruthven nacque il 6 luglio 1872 a Windsor, Berkshire, Regno Unito, figlio secondogenito di Walter Hore-Ruthven (1838–1921), IX lord Ruthven di Freeland, e di sua moglie lady Caroline Annesley Gore (1848–1914), figlia di Philip Gore, IV conte di Arran. Dopo aver frequentato il Winchester College dal 1884 al 1885, Hore-Ruthven trascorse gran parte degli anni della sua educazione all'Eton College, ove rimase sino al 1888, quando si ritirò da Eton per problemi alla vista ed iniziò ad interessarsi agli affari di famiglia.
Egli dapprima lavorò nell'ufficio di un mercante di the a Glasgow e quindi viaggiò in India per lavorare nella piantagione di the di Assam. Hore-Ruthven, ad ogni modo, si ammalò presto di malaria e fece ritorno in Inghilterra nel 1892. Egli decise quindi di entrare nella milizia nel 1892 e, dopo aver frequentato l'United Services College, venne posto come ufficiale del 3º battaglione dell'Highland Light Infantry.

### La carriera militare
Nel 1898, Hore-Ruthven entrò ufficialmente nel British Army e combatté nella campagna del Sudan in quello stesso anno, dove venne menzionato in un dispaccio ufficiale. Venne decorato della Victoria Cross il 28 febbraio 1899 per le sue azioni il 22 settembre 1898: durante la Campagna del Sudan fu Capitano del 3º battaglione dei The Highland Light Infantry. Nel corso di un'azione a Gedarif, Hore-Ruthven vide un ufficiale egiziano che era mortalmente ferito e davanti a lui si trovavano dei Dervishes che avanzavano sparando. Egli prese con sé l'ufficiale ferito e lo portò al 16th Egyptian Battalion; per questa azione ottenne la Victoria Cross l'anno successivo.
Combatté quindi nella campagna del Somaliland tra il 1903 ed il 1904, ove presenziò alla Battaglia di Gedaref e ad altre operazioni sino alla sconfitta finale del Califfo.
Nel 1905, Hore-Ruthven divenne aiutante di campo di Lord Dudley, poi Lord Luogotenente d'Irlanda. Nel 1908, Dudley venne nominato Governatore Generale dell'Australia e Hore-Ruthven lo seguì come segretario militare. Nello stesso anno egli sposò Zara Pollok, con la quale ebbe due figli, uno dei quali morto infante. Egli lasciò l'Australia nel 1910 e fece ritornò al servizio militare in India. Durante la prima guerra mondiale, egli prestò servizio in Francia ed a Gallipoli, ove venne pesantemente ferito e dove ottenne la prima concessione del Distinguished Service Order (1916) con una seconda concessione nel 1919, oltre a venire menzionato nei dispacci ufficiali ben cinque volte. Egli venne anche nominato Commendatore dell'Ordine di San Michele e San Giorgio l'8 marzo 1918. Egli concluse la guerra col grado di Generale di Brigata e venne creato compagno dell'Ordine del Bagno nel 1919 ottenendo il comando delle forze britanniche in Germania tra il 1919 ed il 1920. Dopo di questo egli ottenne numerosi incarichi nello staff dell'esercito inglese sino al 1928 quando ottenne il rango di Cavaliere Commendatore dell'Ordine di San Michele e San Giorgio (24 gennaio) oltre alla nomina a Governatore dell'Australia meridionale (14 maggio 1928).
Egli si trovava a Londra quando il terzo Bodyline nella partita di cricket svoltasi ad Adelaide causò delle tensioni politiche tra Regno Unito ed Australia nel 1933 e per questo egli giocò poi un ruolo importante nello smorzare le reazioni grazie ad un incontro col Secretary of State for Dominion Affairs J.H. Thomas. Il suo incarico come governatore terminò nel 1934, ed egli venne quindi nominato Governatore del Nuovo Galles del Sud, venendo elevato nella parìa del Regno Unito al titolo di Barone Gowrie, di Canberra nel Commonwealth d'Australia e di Dirleton nella Contea di East Lothian. Egli ottenne anche la Gran Croce dell'Ordine di San Michele e San Giorgio il 20 dicembre 1935.
Massone, è stato Gran maestro della Gran Loggia unita del Nuovo Galles del Sud dal 1935 al 1944.

### Governatore Generale dell'Australia
COn la sua esperienza militare, Gowrie venne visto come il candidato ideale per succedere a Sir Isaac Isaacs quando questi si ritirò dall'incarico di Governatore Generale dell'Australia nel 1936. Secondo la pratica stabilita, il primo ministro Joseph Lyons propose altre alternative, ma Lyons non aveva intenzione di raccomandare nessun australiano per l'incarico. Secondo la pratica costituzionale australiana, egli venne formalmente nominato da re Giorgio V, il quale morì il 20 gennaio 1936, tre giorni prima che Gowrie venisse nominato Governatore Generale. Pertanto egli entrò in servizio sotto il regno di Edoardo VIII.

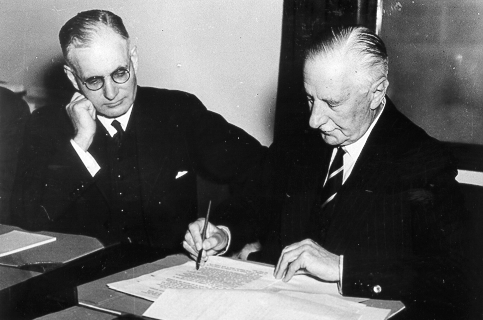
Gowrie nell'atto di siglare la dichiarazione di guerra contro il Giappone con il primo ministro John Curtin.

Durante l'incarico, Gowrie divenne una figura popolare e non intrusiva in Australia. I giorni in cui il governatore generale esercitava un potere significativo o persino negoziava con i governi australiano o inglese, erano ormai passati ma Gowrie creò un precedente nel 1938 quando compì un tour nelle Indie orientali olandesi su invito dell'amministrazione coloniale. Fu quella la prima volta in cui un Governatore Generale rappresentò l'Australia anche all'estero.
Nell'aprile del 1939 Lyons morì improvvisamente e Gowrie nominò Sir Earle Page, il leader del Country Party, alla carica di Primo Ministro sino a quando l'United Australia Party avesse scelto un nuovo capo: questa fu l'unica circostanza in cui un governatore generale compì una nomina così importante a propria discrezione.
L'abilità politica di Gowrie venne nuovamente messa alla prova dopo le elezioni del 1940, quando permise al primo ministro Robert Menzies di rimanere in carica indipendentemente dalle votazioni, questo a causa della situazione internazionale ove secondo Gowrie non era utile convenire a nuove elezioni dopo appena un anno di governo. La situazione riuscì allo stesso modo a trascendere e venne nominato in alternativa il laburista John Curtin.
Durante la seconda guerra mondiale Gowrie vide l'importanza del suo ruolo di governatore generale nel supporto all'attività dell'Impero britannico, ed anche con le sue truppe. Nel 1943 egli compì un tour di quattro settimane per ispezionare le forze alleate di difesa presenti nell'Australia settentrionale e nella Nuova Guinea. Poco dopo aver terminato questo tour, Gowrie e sua moglie appresero che il loro figlio, Patrick, era stato ucciso in Libia l'anno precedente.
Egli ufficialmente aprì l'Australian War Memorial l'11 novembre 1941.
L'incarico di Gowrie come governatore terminò ufficialmente nel settembre del 1944, consentendogli di tornare in Gran Bretagna ove venne creato Visconte Ruthven di Canberra, di Dirleton nella contea di East Lothian, e Conte di Gowrie nonché nominato deputato conestabile e luogotenente governatore del Castello di Windsor. Nel 1948 venne eletto presidente del Marylebone Cricket Club. Morì nel maggio del 1955 nella sua casa nel Gloucestershire.

## Onorificenze

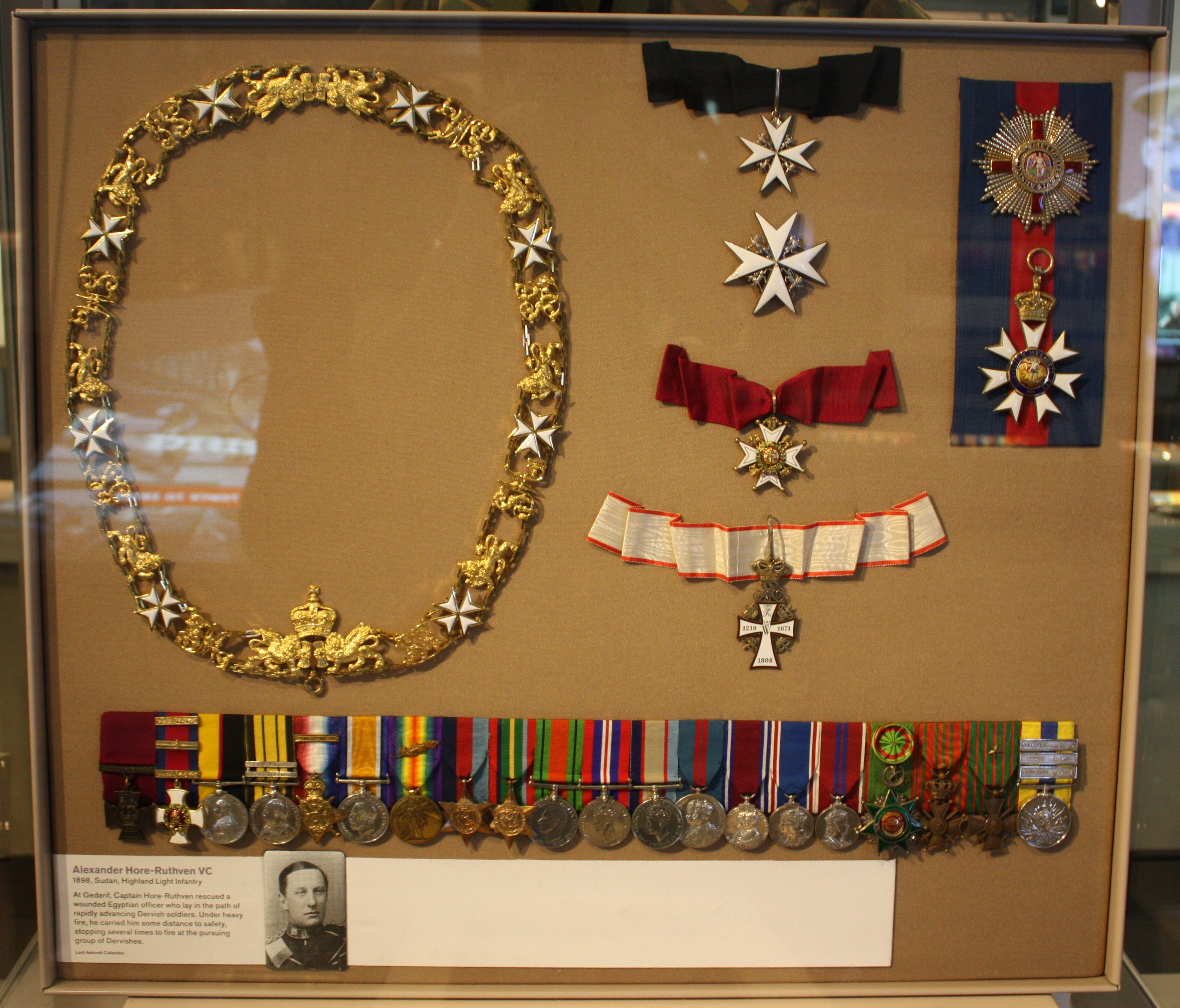
Medagliere di Alexander Hore-Ruthven all'Imperial War Museum

## Ascendenza
|                                                 |                   |                                 | Genitori                                   |  |  | Nonni |  |  | Bisnonni            |  |  | Trisnonni    |  |
|                                                 |                   |                                 |                                            |  |  |       |  |  | Walter Hore-Ruthven |  |  | William Hore |  |
|                                                 |                   |                                 |                                            |  |  |       |  |  | Walter Hore-Ruthven |  |  | William Hore |  |
|                                                 |                   | Eleanor Catherine Bradstreet    |                                            |  |  |       |  |  | Walter Hore-Ruthven |  |  |              |  |
| William Hore-Ruthven                            |                   |                                 |                                            |  |  |       |  |  | Walter Hore-Ruthven |  |  |              |  |
|                                                 |                   | Mary Elizabeth Thornton Ruthven | James Ruthven, VI lord Ruthven di Freeland |  |  |       |  |  |                     |  |  |              |  |
|                                                 |                   | Mary Elizabeth Thornton Ruthven | James Ruthven, VI lord Ruthven di Freeland |  |  |       |  |  |                     |  |  |              |  |
|                                                 |                   | Mary Elizabeth Thornton Ruthven | Mary Elizabeth Leslie                      |  |  |       |  |  |                     |  |  |              |  |
| Walter Hore-Ruthven, I barone Ruthven di Gowrie |                   | Mary Elizabeth Thornton Ruthven |                                            |  |  |       |  |  |                     |  |  |              |  |
|                                                 |                   | Pierce Lowen                    | …                                          |  |  |       |  |  |                     |  |  |              |  |
|                                                 |                   | Pierce Lowen                    | …                                          |  |  |       |  |  |                     |  |  |              |  |
|                                                 |                   | Pierce Lowen                    | …                                          |  |  |       |  |  |                     |  |  |              |  |
| Dells Honoria Lowen                             |                   | Pierce Lowen                    |                                            |  |  |       |  |  |                     |  |  |              |  |
|                                                 |                   | …                               | …                                          |  |  |       |  |  |                     |  |  |              |  |
|                                                 |                   | …                               | …                                          |  |  |       |  |  |                     |  |  |              |  |
|                                                 |                   | …                               | …                                          |  |  |       |  |  |                     |  |  |              |  |
| Alexander Hore-Ruthven, I conte di Gowrie       |                   | …                               |                                            |  |  |       |  |  |                     |  |  |              |  |
|                                                 | William John Gore | Arthur Gore, II conte di Arran  |                                            |  |  |       |  |  |                     |  |  |              |  |
|                                                 | William John Gore | Arthur Gore, II conte di Arran  |                                            |  |  |       |  |  |                     |  |  |              |  |
|                                                 | William John Gore | Catherine Annesley              |                                            |  |  |       |  |  |                     |  |  |              |  |
| Philip Gore, IV conte di Arran                  | William John Gore |                                 |                                            |  |  |       |  |  |                     |  |  |              |  |
|                                                 |                   | Caroline Hales                  | Thomas Hales, IV baronetto                 |  |  |       |  |  |                     |  |  |              |  |
|                                                 |                   | Caroline Hales                  | Thomas Hales, IV baronetto                 |  |  |       |  |  |                     |  |  |              |  |
|                                                 |                   | Caroline Hales                  | Mary Heyward                               |  |  |       |  |  |                     |  |  |              |  |
| Caroline Annesley Gore                          |                   | Caroline Hales                  |                                            |  |  |       |  |  |                     |  |  |              |  |
|                                                 |                   | William Francis Patrick Napier  | George Napier                              |  |  |       |  |  |                     |  |  |              |  |
|                                                 |                   | William Francis Patrick Napier  | George Napier                              |  |  |       |  |  |                     |  |  |              |  |
|                                                 |                   | William Francis Patrick Napier  | Sarah Lennox                               |  |  |       |  |  |                     |  |  |              |  |
| Elizabeth Marianne Napier                       |                   | William Francis Patrick Napier  |                                            |  |  |       |  |  |                     |  |  |              |  |
|                                                 |                   | Caroline Amelia Fox             | Henry Edward Fox                           |  |  |       |  |  |                     |  |  |              |  |
|                                                 |                   | Caroline Amelia Fox             | Henry Edward Fox                           |  |  |       |  |  |                     |  |  |              |  |
|                                                 |                   | Caroline Amelia Fox             | Marianne Clayton                           |  |  |       |  |  |                     |  |  |              |  |
|                                                 |                   | Caroline Amelia Fox             |                                            |  |  |       |  |  |                     |  |  |              |  |